# 盧琛
盧琛（11月8日—），出生于四川成都，中国大陆新闻主播。6岁时在四川电视台主持少儿节目，毕业于北京广播学院（现中国传媒大学）播音专业，后远赴英国留学，在莱斯特大学取得了全球化与传媒专业硕士学位。1997年进入中国中央电视台，在中国中央电视台中文国际频道担任《中国新闻》主播，2005年获评为国家一级播音员。2007年1月5日，卢琛登上凤凰卫视的主播台，担任《凤凰正点播报》主持人。目前为凤凰卫视的主持人、记者和新闻编辑，集采、编、播为一身。

## 主持节目
- 中国中央电视台中文国际频道《中国新闻》（1997年-2006年）
- 凤凰卫视《时事直通车》
- 凤凰卫视《今日看世界》
- 凤凰卫视《环球人物周刊》
- 凤凰卫视《凤凰全球连线》
- 凤凰卫视《华闻大直播》
- 凤凰卫视《凤凰子夜快车》